# Адам, Эмиль
Эмиль Адам (20 мая 1843, Мюнхен — 19 января 1924, там же) — немецкий живописец из Мюнхена.

## Биография

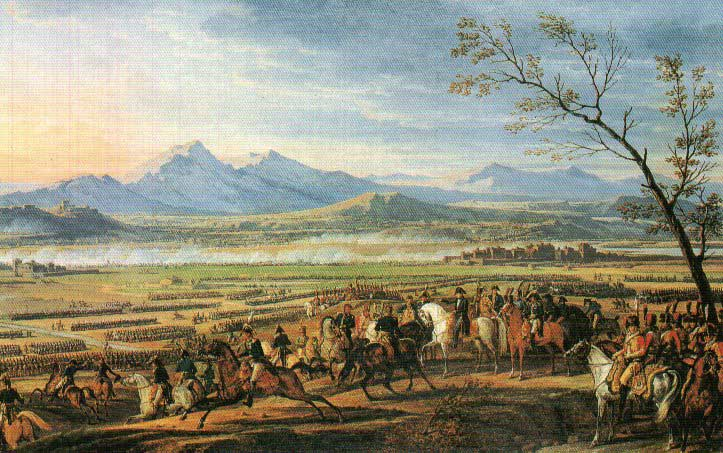
Битва под Ваграмом

Сын художника Бенно Адама, он вначале намеревался посвятить себя науке, но, увлечённый примером своего деда и дяди Франца, пристрастился к живописи и под руководством последнего выработался в отличного мастера писать лошадей, конные портреты и охотничьи сцены.
За первой, выставленной им в Мюнхене в 1861 году картиной, изображавшей австрийскую лагерную сцену и встреченной одобрением со стороны художников и публики, следовали две не менее удачные картины с фигурами лошадей (в 1863 году). После их исполнения он отправился в Брюссель, где провёл восемь месяцев, совершенствуясь под руководством Портальса в изображении человеческих фигур. 
По возвращении в Мюнхен, был приглашен вместе с отцом в Пардубиц, в Богемию, в 1867 году, для того, чтобы написать для тамошнего дворянского охотничьего клуба портретную группу 60 его членов. Подобная сложная картина, заключающая в себе 40 портретов членов Липпшпрингеровского охотничьего общества, была исполнена им в 1871 году для герцога Нассауского. Не менее этих произведений замечательны многие из вышедших из-под его кисти конных портретов высокопоставленных лиц и картина «Венгерские заводские лошади во время наводнения» (1881).